# 荒川幾男
荒川 幾男（あらかわ いくお、1926年10月15日 - 2005年1月1日）は、日本の哲学者。東京経済大学名誉教授。専攻は、現代ヨーロッパ・日本近代思想史。

## 経歴
1926年、兵庫県神戸市で生まれた。東京大学文学部哲学科で学び、卒業。
卒業後は平凡社に入社し、『世界大百科事典』編集部などで勤務。その後、東京経済大学助教授に転じた。1969年に教授昇格。1988年、東京経済大学第3代学長に就任。1998年に東京経済大学を定年退任し、名誉教授となった。

## 著作
著書
- 『三木清：哲学と時務の間』紀伊國屋新書 1968
- 『管理社会：組織のなかで人間はどう生きるか』講談社現代新書 1970
- 『1930年代：昭和思想史』(現代日本思想史 5) 青木書店 1971  
  - 選書化 『昭和思想史』朝日選書 1989

共編著
- 『社会思想の名著』学陽書房(名著入門ライブラリー) 1972
- 『近代日本思想史』生松敬三共編、有斐閣双書 1973
- 『日本近代哲学史』宮川透共編、有斐閣選書 1976

訳書
- 『意識と社会：ヨーロッパ社会思想史』スチュアート・ヒューズ 生松敬三共訳 みすず書房 1965
- 『ふさがれた道：失意の時代のフランス社会思想 1930-1960』スチュアート・ヒューズ著、生松敬三共訳 みすず書房 1970
- 『人種と歴史』クロード・レヴィ=ストロース著、みすず書房 1970
- 『構造人類学』レヴィ=ストロース著、生松敬三・川田順造・佐々木明共訳、みすず書房 1972
- 『社会科学者・心理学者、ヒューズ、アドルノほか』(亡命の現代史 4,知識人の大移動 2) (全5巻) 共訳、みすず書房 1973
- 『形式論理学と弁証法論理学』アンリ・ルフェーブル著、中村秀吉共訳、合同出版 1975
- 『弁証法的想像力：フランクフルト学派と社会研究所（英語版）の歴史 1923-1950』マーティン・ジェイ みすず書房 1975
- 『大変貌：社会思想の大移動 1930-1965』スチュアート・ヒューズ著、生松敬三共訳、みすず書房 1978
- 『基礎人間学』ロワイヨーモン人間科学研究センター（フランス語版）編、共訳 、平凡社 1979
- 『弁証法的批評の冒険 マルクス主義と形式』フレドリック・ジェイムスン著、共訳、晶文社 1980
- 『亡命知識人とアメリカ：その影響とその経験』ルイス・A.コーザー著、岩波書店 1988
- 『西洋思想大事典』(全4巻,別巻) フィリップ・P・ウィーナー（英語版）編、分担訳、平凡社 1990
- 『マルクス主義と全体性』ルカーチからハーバーマスへの概念の冒険』マーティン・ジェイ著、共訳、国文社 1993
- 『ハンナ・アーレント伝』エリザベス・ヤング＝ブルーエル（英語版）著、共訳、晶文社 1999